# Siest
Siest (gaskonsko Sièst) je naselje in občina v francoskem departmaju Landes regije Akvitanije. Naselje je leta 2009 imelo 111 prebivalcev.

## Geografija
Kraj leži v pokrajini Gaskonji ob reki Luy in njenem levem pritoku Bassecq, 12 km jugozahodno od središča Daxa.

## Uprava
Občina Siest skupaj s sosednjimi občinami Bénesse-lès-Dax, Candresse, Dax, Heugas, Narrosse, Oeyreluy, Saint-Pandelon, Saugnac-et-Cambran, Seyresse, Tercis-les-Bains in Yzosse sestavlja kanton Dax-Jug s sedežem v Daxu. Kanton je sestavni del okrožja Dax.

## Zanimivosti
- cerkev sv. Janeza Krstnika;